# Crestwood (Kentucky)
Crestwood es una ciudad ubicada en el condado de Oldham en el estado estadounidense de Kentucky. En el Censo de 2010 tenía una población de 4531 habitantes y una densidad poblacional de 431,85 personas por km².

## Geografía
Crestwood se encuentra ubicada en las coordenadas 38°20′37″N 85°28′31″O / 38.34361, -85.47528. Según la Oficina del Censo de los Estados Unidos, Crestwood tiene una superficie total de 10.49 km², de la cual 10.42 km² corresponden a tierra firme y (0.69%) 0.07 km² es agua.

## Demografía
Según el censo de 2010, había 4531 personas residiendo en Crestwood. La densidad de población era de 431,85 hab./km². De los 4531 habitantes, Crestwood estaba compuesto por el 89.43% blancos, el 3.49% eran afroamericanos, el 0.09% eran amerindios, el 1.48% eran asiáticos, el 0% eran isleños del Pacífico, el 3.24% eran de otras razas y el 2.27% pertenecían a dos o más razas. Del total de la población el 6.31% eran hispanos o latinos de cualquier raza.